# Ojime

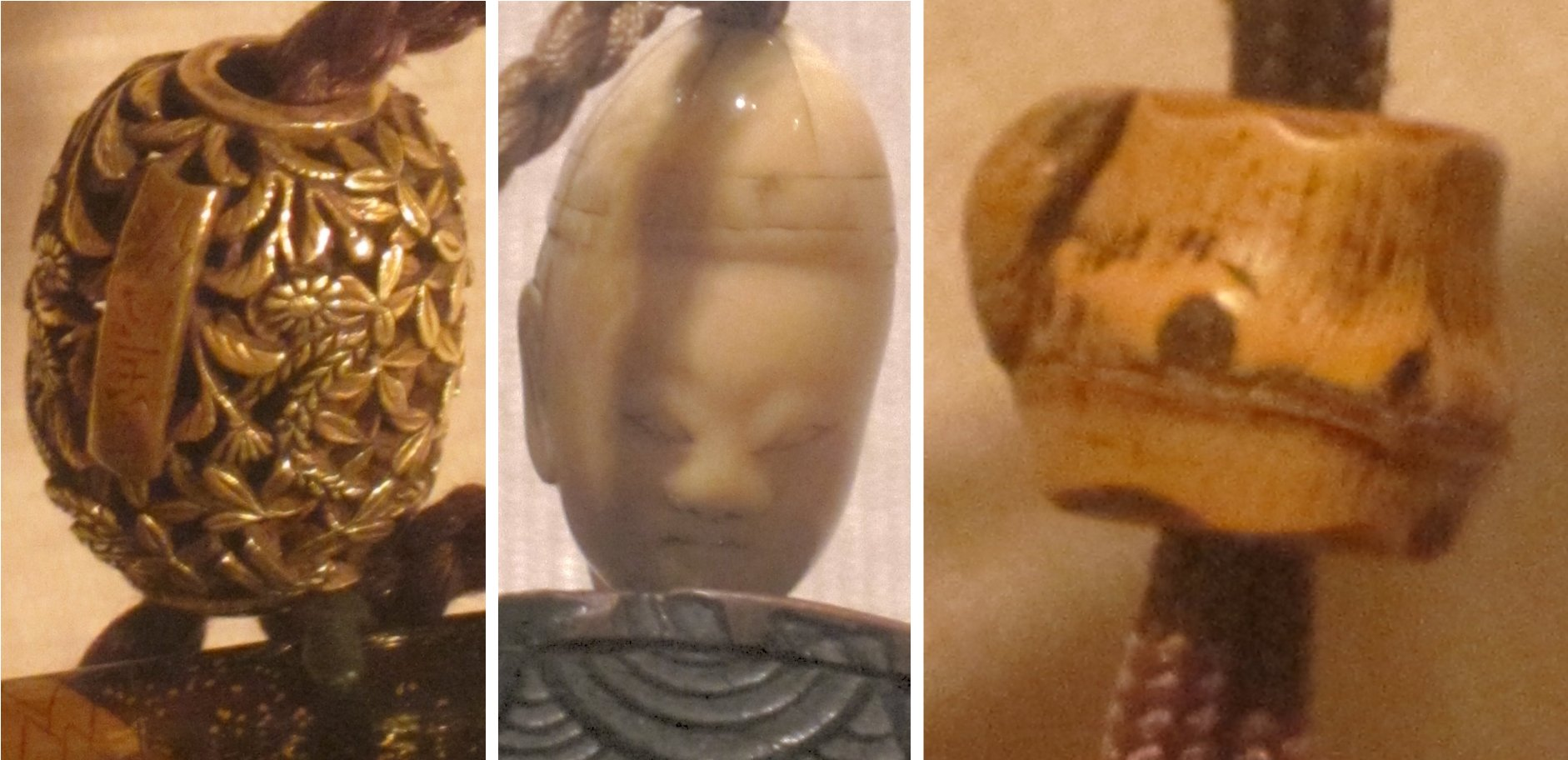
Varios ojimes en el Museo de Arte de Honolulu.

El ojime (緒締め?, Lit. "Cierre de cuerda") es un tipo de cuenta o presilla originaria de Japón. Se utilizaba entre el inrō y el netsuke, medía menos de 3 cm de largo y tenía por finalidad ajustar la tapa del inro para evitar que se saliera su contenido. Cada una está tallada en una forma particular. Algunas poseen una imagen, similar a la del netsuke, aunque más pequeña.